# Courtney Whitmore
Courtney Elizabeth Whitmore, được biết đến với tên Stargirl (thường gọi là "Stars" hoặc "Star"), là nhân vật siêu anh hùng hư cấu do Geoff Johns và Lee Moder tạo ra, xuất hiện trong truyện tranh Mỹ do DC Comics xuất bản. Stargirl được tạo ra dựa theo cô em gái ruột Courtney của chính Geoff Johns, người qua đời vì tai nạn trong Chuyến bay 800 của TWA vào năm 1996. Geoff đã đưa tính cách, ngoại hình và tinh thần của em gái mình vào nhân vật này.
Ban đầu Courtney Whitmore được biết đến với cái tên Star-Spangled Kid, và bắt đầu sử dụng tên  "Stargirl" sau khi được Jack Knight trao tặng Quyền trượng vũ trụ.
Stargirl đã xuất hiện trong Justice League Unlimited, Batman: The Brave and the Bold, Justice League Action, và Young Justice. Bên cạnh đó cô cũng xuất hiện trong các chương trình live-action Smallville do Britt Irvin thủ vai, Legends of Tomorrow do Sarah Grey thủ vai, và trong loạt phim truyền hình của riêng cô do Brec Bassinger thủ vai.